# Burła (rzeka)
Burła (ros.: Бурла; kaz.: Борлы, Borły) — rzeka w Rosji zauralskiej i w północno-wschodnim Kazachstanie. Długość - 489 km, powierzchnia zlewni - 12,8 tys. km², średni przepływ (u ujścia do Jeziora Wielkiego Topolowego) - 3 m³/s. 
Burła wypływa na zachodnim skraju Płaskowyżu Nadobskiego i płynie na południowy zachód przez Step Kułundyński - południową część Niziny Zachodniosyberyjskiej. Zwykle kończy bieg w bezodpływowym Jeziorze Wielkim Topolowym, jeszcze w Rosji. Przy wysokim stanie wody przepływa przez to jezioro i dociera do jeziora Wielki Ażbułat w Kazachstanie, około 50 km na północ od Irtyszu. Dolina rzeki jest niewyraźnie zarysowana, bagnista. Latem Burła w dolnym biegu zmienia się w łańcuch małych jeziorek.